# Sergio Giunti
Sergio Giunti (Firenze, 25 dicembre 1937) è un editore italiano.

## Biografia
Sergio Giunti, figlio di Renato, dal 1975 è alla guida di Giunti Editore, uno dei gruppi editoriali più longevi dell'Italia. Un'eredità importante che è riuscito a gestire con successo grazie al forte spirito innovativo e all'attento studio dell'evoluzione del mercato librario.
Per sua volontà sono state acquisite negli anni diverse case editrici, tra cui Dami Editore, Touring Club, Fatatrac, Motta Junior e De Vecchi. In tal modo si è assicurato una fetta di mercato non trascurabile, supportata anche dal fatto che ha voluto investire su una propria catena di librerie Giunti al punto, che nel 2016 conta più di 200 punti vendita.
Attualmente Sergio Giunti è presidente di molte società che operano nel settore editoriale. Nel 2000 è stato nominato  Cavaliere del lavoro.